# Bombylius morio
Bombylius morio är en tvåvingeart som beskrevs av Olivier 1789. Bombylius morio ingår i släktet Bombylius och familjen svävflugor. Inga underarter finns listade i Catalogue of Life.